# Sardar Wali
Sardar Wali Khan Ghazi (paschtunisch سردار شاه ولي خان‎; * 16. April 1888 in Dehradun; † April 1977) war ein afghanischer Diplomat und Politiker.

## Leben
Sardar Wali war ein Bruder von Mohammed Nadir Schah und Sardar Schah Mahmud Khan. Er studierte am Habibia College in Kabul und Amanullah Khan beschäftigte ihn im Personenschutz. Er fungierte von 1924 bis 1926 als Kriegsminister und Oberbefehlshaber. 1924 erhielt er das Kommando über Truppen zum Niederschlagen eines Aufstandes von Mangal-Paschtunen in Chost. Seine Truppen besetzten am 10. Oktober 1929 Kabul. Er wurde mit den Titeln Ghazi, Fateh Kabul (Eroberer von Kabul) und Feldmarschall ausgezeichnet.
Von 1929 bis 1931 bis war er Ambassador to the Court of St James’s. Von 1932 bis 1935, 1937 bis 1944 und von 1945 bis 1947 war er Botschafter in Paris, dabei jeweils bei den Regierungen in Bern, Brüssel und Warschau akkreditiert. Von 1935 bis 1936 vertrat er seinen Bruder Sardar Schah Mahmud Khan als geschäftsführender Kriegsminister. Von 1936 bis 1937 vertrat er seinen Bruder Sardar Mohammed Haschim Khan als geschäftsführender Ministerpräsident. Von 1948 bis 1949 war er Botschafter in Karatschi. Von 1949 bis 1953 bis war er erneut Botschafter in London.